# Rattus tunneyi
Rattus tunneyi is een rat die voorkomt in Australië. Zijn verspreidingsgebied bestaat uit de oostkust van Queensland (ondersoort culmorum) en het noorden van West-Australië en het Noordelijk Territorium (ondersoort tunneyi). Die laatste ondersoort kwam vroeger ook voor in het noordwesten van Queensland, ongeveer twee derde deel van het Noordelijk Territorium en een veel groter deel van het westen en noorden van West-Australië. De soort leeft in allerlei habitats.
Deze rat heeft een brede, ronde kop. De rug is bruin en gaat geleidelijk over naar de lichtgrijze of crèmekleurige buik. De achtervoeten zijn wit. De staart is naakt en roze. De oren zijn kort en roze. De ogen zijn groot. De kop-romplengte bedraagt 120 tot 195 mm, de staartlengte 80 tot 150 mm, de achtervoetlenge 25 tot 35 mm, de oorlengte 15 tot 20 mm en het gewicht 50 tot 210 gram. Vrouwtjes hebben 1+2+2=10 mammae.
Deze soort is voornamelijk 's nachts actief en leeft op de grond; hij eet hoofdzakelijk gras, knollen en zaden. De westelijke ondersoort paart in het droge seizoen (maart-augustus), de oostelijke in september-november. De rat slaapt in een hol.